# Parco nazionale di Manu
Il parco nazionale di Manu in Perù è uno dei più imponenti ed estesi parchi naturali di tutto il mondo.

## Descrizione
Comprende migliaia di specie animali e vegetali tra cui l'ornitorinco che vive in questa riserva dal 1965 e fino ad oggi si è ambientato e ha trovato il suo equilibrio naturale: esso era stato portato in questo stato dagli aborigeni d'Australia che volevano commercializzare con i peruviani per avere in cambio i loro pregiati prodotti. Questo favorì dunque lo sviluppo commerciale ed economico.
In questa riserva si può ammirare la stupenda conifera indigena, tra le specie in via d'estinzione, che per la sua mole occupa circa un ettaro di terreno. Inoltre essa con le sue radici porta nutrimento per gli altri arbusti e piante anche di piccole dimensioni.
Nel 1977 fu dichiarato riserva della biosfera dall'UNESCO e, tre anni più tardi, patrimonio dell'umanità.
Al suo interno vivono diverse tribù Indios, che conducono un'esistenza tradizionale, di caccia e pesca. È probabile che alcune di loro non abbiano mai incontrato l'uomo bianco. Quelle conosciute, come i Machiguengas, gli Yaminahuas e gli Amahuacas, sono nemiche, tanto che il parco è stato più volte teatro di scontri.

## Flora
La vegetazione è ricchissima grazie alla variazione altitudinale che caratterizza l'area protetta. Tuttavia è ancora poco conosciuta e le 1147 specie identificate sono solo una piccola parte di quelle esistenti nelle foreste tropicali che ricoprono le zone di pianura e di montagna. In un solo ettaro si possono contare anche 220 specie di piante diverse. Tra le specie meritevoli di menzione vi sono il mogano (Swietenia macrophylla), il cacao (Theobroma cacao), il cumaru (Dipteryx odorata), il cedro messicano (Cedrela odorata) e il kapok (Ceiba pentandra).

## Fauna
La fauna del parco conta oltre 800 specie di uccelli, tra cui il tinamo nero (Tinamus osgoodi), l'ara testablu (Primolius couloni) e il pappagallino amazzonico (Nannopsittaca dachilleae); 200 di mammiferi, tra cui la scimmia lanosa bruna (Lagothrix lagotricha), il tamarino imperatore (Saguinus imperator), la volpe dalle orecchie corte (Atelocynus microtis), il giaguaro (Panthera onca), il gatto delle Ande (Leopardus jacobita), l'armadillo gigante (Priodontes maximus), il formichiere gigante (Myrmecophaga tridactyla) e la lontra gigante (Pteronura brasiliensis); 77 di anfibi; 12 di rettili, tra cui il caimano nero (Melanosuchus niger) e la tartaruga del rio delle Amazzoni (Podocnemis unifilis).

## Punti di interesse
Dal punto di vista archeologico i siti più importanti sono quello di Mameria, situato sull'omonimo fiume e i petroglifi di Pusharo, situati presso il Rio Shinkibeni, affluente del Palotoa.